# Ravil Netfullin
Ravil Syagidovich Netfullin (tiếng Nga: Рави́ль Сяги́дович Нетфу́ллин; sinh ngày 3 tháng 3 năm 1993) là một cầu thủ bóng đá người Nga gốc Tatars. Anh thi đấu cho FC Avangard Kursk.

## Sự nghiệp câu lạc bộ
Anh có màn ra mắt tại Giải bóng đá ngoại hạng Nga vào ngày 28 tháng 7 năm 2012 cho CSKA Moskva trong trận đấu với Amkar Perm.
Anh thi đấu tại Chung kết Cúp bóng đá Nga 2017-18 cho FC Avangard Kursk vào ngày 9 tháng 5 năm 2018 tại Volgograd Arena với thất bại 2-1 trước đội vô địch F.K. Tosno.

## Danh hiệu
CSKA Moskva
- Giải bóng đá ngoại hạng Nga (1): 2012–13
- Siêu cúp bóng đá Nga (1): 2013